# Brahmaea certhia
Brahmaea certhia (лат.) — вид ночных бабочек из семейства Брамеи. Ранее таксон объединялся вместе с видом дальневосточная брамея (Brahmaea lunulata =Brahmaea tancrei).

## Ареал
Вид обитает в Китае: восточные провинции: Ляонин, Чжэцзян, Цзяньси; Северный Китай: Шэньси; Юго-Западный Китай: Юньнань и на юге Кореи.

## Описание
Длина переднего крыла 55—60 мм. Размах крыльев до 130 мм. Самка крупнее самца, с более широкими и закруглёнными крыльями. Крылья округлые, черновато-бурые, с тёмным срединным полем и широкой волнистой перевязью по краям. Внешняя и внутренняя от перевязи части крыла несут на себе множество волнистых светлых и тёмных линий, образующих поперечный рисунок. На заднем крыле рисунок более волнистый.

## Биология
Развивается в одном поколении за год. Гусеницы первых трех возрастах своего развития несут на первых двух члениках тела по паре очень длинных волосков, на 10 сегменте имеется еще один очень длинный волосок. На четвертом и пятом возрасте, в результате линьки, волоски утрачиваются. Гусеницы становятся очень яркими. Содержат большое количество поперечных полос на боковых сегментах тела, и еще по одному небольшому глазчатому пятну с синеватой окраской. Интересной особенностью гусениц является и то, что при прикосновении они способны издавать резкий шипящий звук. Стадия гусеницы в июне — августе. Кормовые растения — представители семейства Oleaceae — Liguster sp., Fraxinus mandshurica, Syringa amurensis и другие древесные растения. Куколка длиной до 3,5 см, чёрная с серым налётом. Окукливание в почве или на её поверхности без кокона.